# زي سيرجيو
زي سيرجيو (بالبرتغالية: Zé Sérgio‏) (مواليد 8 مارس 1957) هو لاعب كرة قدم. يلعب مع منتخب البرازيل لكرة القدم. سبق له أن لعب في كأس العالم لكرة القدم مع منتخب بلاده.

## روابط خارجية
- زي سيرجيو على موقع الاتحاد الدولي (مؤرشف)  (الإنجليزية)
- زي سيرجيو على موقع قاعدة بيانات كرة القدم.إي يو (الإنجليزية)
- زي سيرجيو على موقع ناشيونال فوتبول تيمز (الإنجليزية)
- زي سيرجيو على موقع Soccerway.com (الإنجليزية)
- زي سيرجيو على موقع عالم كرة القدم.نت (الإنجليزية)